# Buborékfólia

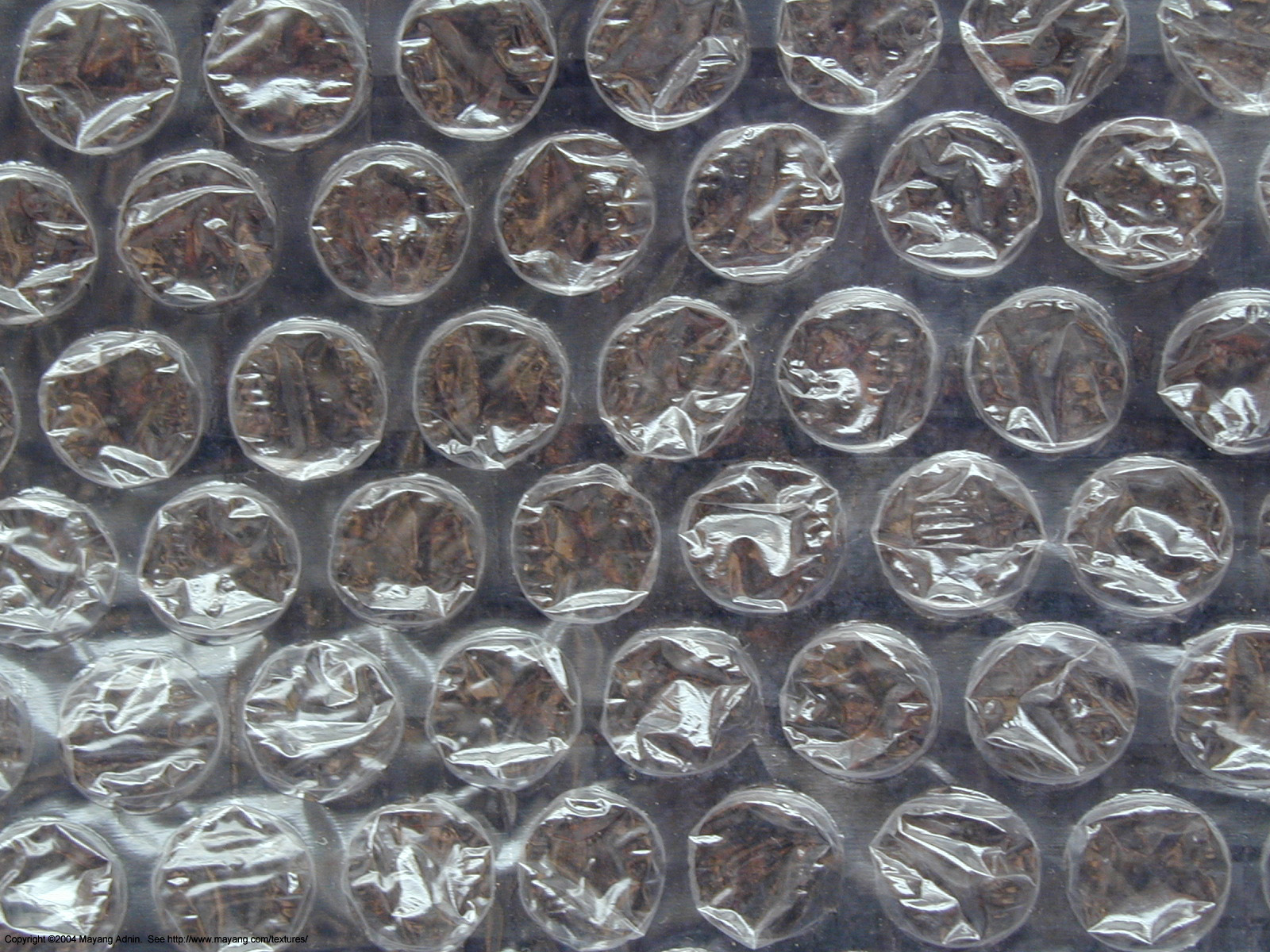
Buborékfólia

A buborékfólia (más néven légpárnás fólia, vagy pukkanós fólia) egy hajlékony, átlátszó műanyagfólia, amit főleg a törékeny áruk becsomagolására használnak. Szabályosan elhelyezett, levegővel töltött félgömbök (buborékok) párnázzák ki az árut.
Az angol „bubble wrap” elnevezést először a Sealed Air Corporation használta. 1957-ben két feltaláló, Alfred Fielding és Marc Chavannes folytatott kísérleteket a háromdimenziós műanyag tapéta megalkotásának ügyében. Bár az ötlet kudarcba fulladt, rájöttek, hogy az általuk készített dolog csomagolóanyagként is alkalmazható. A Sealed Air Corporation társalapítója Alfred Fielding volt 1960-ban.
A kifejezést más, hasonló készítmények megnevezésére is használják, mint a buborékcsomagolás, buborékpapír, légbuborékos csomagolás, buborékcsomagolás vagy aeroplast.

## Megtervezése

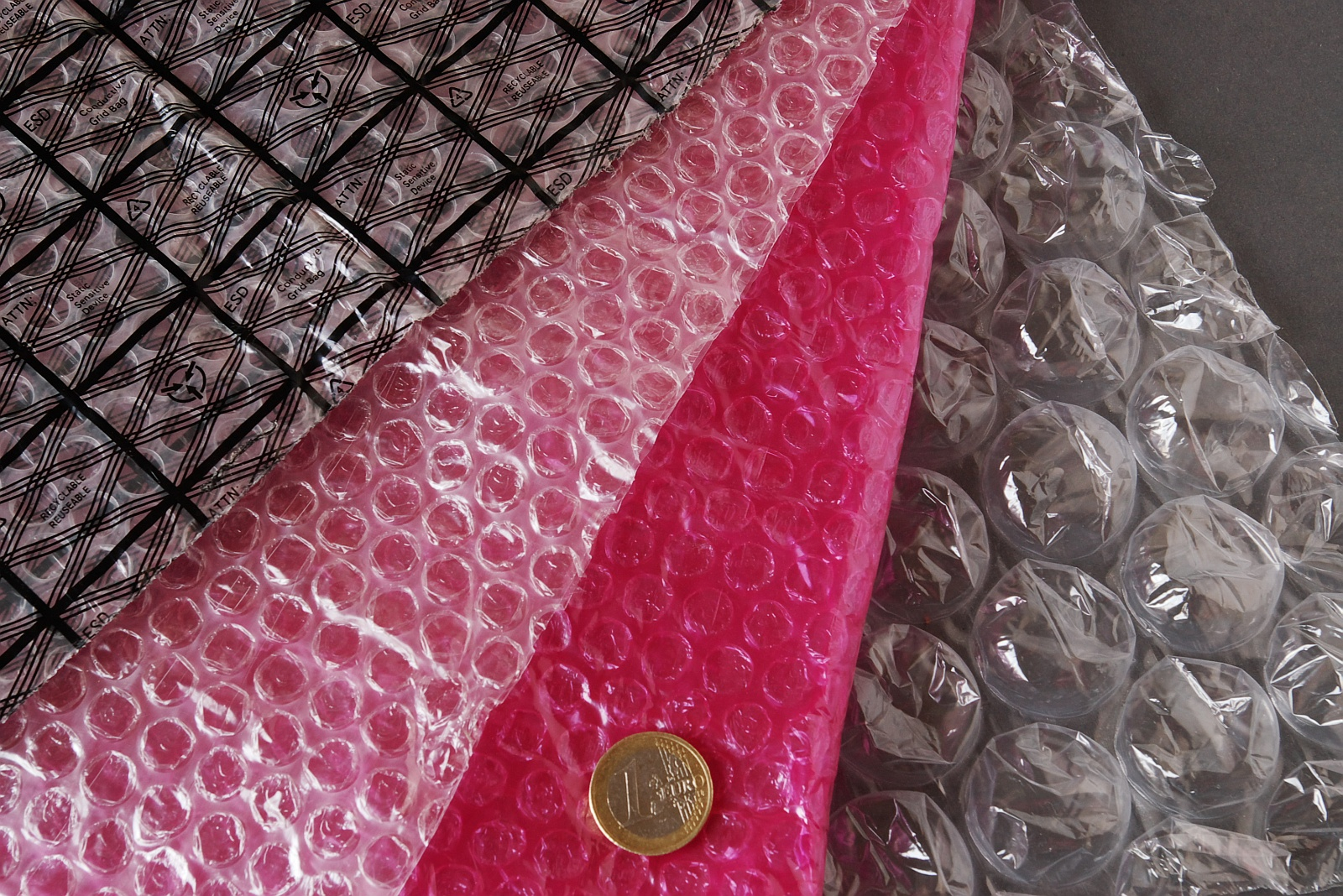
Pukkanós fólia különböző méretekben és színekben

A törékeny és érzékeny tárgyak épségét biztosító buborékok különböző méreteiben kapható a csomagolóanyag, az általuk nyújtott védelem pedig ennek függvényében változik. A többrétegű fóliák az erős rázkódástól védik meg az árut.

## Fordítás
Ez a szócikk részben vagy egészben  a   Bubble wrap című angol Wikipédia-szócikk ezen változatának fordításán alapul.  Az eredeti cikk szerkesztőit annak laptörténete sorolja fel. Ez a jelzés csupán a megfogalmazás eredetét és a szerzői jogokat jelzi, nem szolgál a cikkben szereplő információk forrásmegjelöléseként.